# Frans Frise
Frans Lepold Frise, född 21 mars 1879 i Örgryte, död 8 juni 1968 i Högalids församling i Stockholm, var en svensk friidrottare (allround). Han utsågs 1928 retroaktivt till Stor grabb nummer 3 i friidrott. Han tävlade för Örgryte IS och tillhörde dess styrelse åren 1898–1906. Efter idrottskarriären arbetade han som ingenjör i Stockholm.
Han hade (inofficiella) svenska rekordet i längdhopp 1902 till 1904 samt det officiella rekordet i tresteg 1900 till 1902. Hann vann 7 SM-tecken, 1900 i höjd och spjut; 1902 i höjd, längd och tresteg; 1903 i längd och korta stafetten.
Frans Frise är gravsatt i Högalids kolumbarium i Stockholm.

## Karriär
Vid SM 1898 kom Frans Frise tvåa i femkamp. 
Han vann SM i höjdhopp 1900 på 1,61. Han vann även guld i spjut, bägge händerna, med resultatet 60,09. Den 26 augusti 1900 satte Frise det första officiella svenska rekordet i tresteg med resultatet 12,10. Han förlorade det 1902 till Carl Holmberg.
Säsongen 1902 vann Frise SM-guld både i höjdhopp (1,66), längdhopp (6,26) och tresteg (13,33). Segern i längdhopp innebar även nytt svenskt rekord då han förbättade Helge Söderboms inofficiella svenska rekord på 6,20. Detta rekord behöll han till 1904 då Hjalmar Mellander förbättrade det med 16 cm. Resultatet i tresteg godkändes inte som svenskt rekord.
År 1903 vann han SM i längdhopp på 5,77 samt var med i det vinnande laget, Örgryte IS, i stafett 4x100 m.